# Kalpi
Kalpi (hindi: कालपी) és una ciutat i municipi del districte de Jalaun a Uttar Pradesh a la riba dreta del Yamuna, a 26° 07′ N, 79° 44′ E / 26.12°N,79.73°E. Al cens del 2001 consta amb 42.858 habitants; el 1881 en tenia 14.306 i el 1901 eren 10.139.

## Història
La tradició diu que fou fundada al segle iv per Vasudeva (el rei kushana Vasudeva I va viure segurament al segle iii, per la qual cosa en aquest cas es tractaria de Vasudeva II o III) amb el nom de Kalpriya Nagari després abreujat a Kalpi.
Va caure en mans de Qutb-ad-Din Àybak el 1196 i va esdevenir una fortalesa musulmana. Es va fer independent al final del segle XIV amb Nasir al-Din Mahmud Khan al que va succeir vers 1411 el seu fill Ikhtiyar al-Din Abu l-Mudjahid Kadir Khan). Al segle XV Ibrahim Shah Sharki de Jaunpur va intentar per dues vegades conquerir Kalpi: el 1427 va atacar la ciutat però Sayyid Mubarak Shah de Delhi li va fer front; ho va tornar a provar el 1432, aprofitant una guerra civil, però igualment sense resultat; el 1435 la va ocupar Hoshang Shah de Malwa que va posar al tron a Djalal Khan. Mahmud Shah Sharki, successor d'Ibrahim, va poder ocupar la ciutat vers el 1443 amb permís de Malwa, per castigar el governador Nasir Khan, germà i successor de Djalal Khan, al que s'acusava d'haver vulnerat principis religiosos, però després la va saquejar i va refusar restituir-la al rei de Malwa, si bé finalment els dos sobirans van arribar a un acord i Mahmud la va haver d'abandonar. El 1440 el nawab (governador) de Kalpi va envair el regne kachwaha de Lahar i aquest va demanar ajut a Jait Singh de Kanauj que va enviar al seu germà Bhao Singh (o Bhav Singh) amb 5.000 cavallers que van derrotar els musulmans a Gopalpura, i van matar el nawab. Una gran batalla es va lliurar a Kalpi el 1477 entre Jaunpur i Delhi i Husayn Shah Sharki de Jaunpur va haver de fugir a Kanauj on altre cop fou derrotat.
El 1518 Ibrahim Lodi (1517-1526) va donar el govern de Jaunpur a Djalal Khan que aviat es va revoltar i es va proclamar emperador a Kalpi; va intentar atacar Agra però fou derrotat i va fugir i va acabar caient en mans d'un príncep gond que el va entregar al sultà de Delhi.
La victòria a Panipat el 1526 va obrir les portes de l'Índia a Baber; el rana de Chitor i la dinastia Suri afganesa es van aliar per aturar als mogols i van ocupar Kalpi però quan es dirigien a Agra foren enfrontats i derrotats prop de Fatehpur Sikri. Kalpi fou conquerida el 1527 per Humayun, el fill de Baber, després d'haver conquerit Jaunpur (ciutat) i Bihar, i la va mantenir fins al 1540 quan els mogols foren derrotats per Sher Shah Suri a Kanauj. Sota els Suri fou teatre de diversos combats fins que va tornar a possessió dels mongols; Akbar la va cedir en jagir al general Abd Allah Khan Uzbek el 1557, però per pocs anys i en el regnat de l'emperador esmentat fou convertida en capçalera d'un sarkar de notable extensió. Vers el 1610 fou concedida en jagir al general Abd al-Rahim Khan.
Al segle XVIII el marathes van ocupar el Bundelkhand i Kalpi va esdevenir la seu del governador del peshwa per a la regió. El 1798 fou ocupada pels britànics però abandonada al cap de poc. El 1802 a la mort d'Ali Bahadur, que havia dominat el Bundelkhand i havia aconseguit un acord per governar-lo com a feudatari del peshwa, una secta local dirigida espiritual i militarment per Raja Himmat Bahadur, que l'havia ajudat en la conquesta del territori, va donar suport per la successió a Shamsher Bahadur, fill d'Ali, que estava absent (era a Poona) en aquell moment. El 31 de desembre de 1802 els britànics van obtenir un tractat amb el peshwa (tractat de Bassein), que donava territoris als britànics que després foren bescanviats per part dels territoris marathes al Bundelkhand; al tractat es van oposar la major part dels caps marathes. Quan els britànics van insistir en el compliment del tractat va esclatar la guerra iniciada per l'ofensiva de Daulat Rao Sindhia i el raja de Berar (Nagpur) amb suport de Holkar; a Shamsher Bahadur, que ja havia agafat el poder com a successor d'Ali Bahadur, se li va encarregar una incursió des del Bundelkhand a territori britànic (districtes de Mirzapur i Benarés), però Himmat Bahadur veia perillar els seus interessos personals i va retirar el suport a la causa maratha i es va passar als britànics. El fort de Kalpi estava en mans de Gobind Rao de Jalaun per compte de Shamsher Bahadur que no el va voler entregar als britànics; finalment fou ocupat després d'un setge curt de poques hores dirigit pel coronel Powell (ajudat per Himmat). Kalpi fou concedida a Himmat Bahadur en jagir junt amb una part del territori del Bundelkhand (entre Allahabad i Kalpi) amb renda de 20 lakhs de rúpies, a canvi de mantenir un cos de tropes al servei del govern britànic. El territori d'Himmat (que era més del doble de gran que el de Shamsher Bahadur) va retornar als britànics a la mort d'Himmat (1804) segons el sistema del lapse (manca d'hereus directes) que després va esdevenir doctrina, però els seus familiars van rebre jagirs menors i pensions. Shamsher Bahadur va veure finalment reconeguda la possessió de Banda (amb títol de nawab) amb un subsidi de 4 lakhs de rupies, perdent tots els seus altres territoris.
El govern britànic va cedir Kalpi a Gobind Rao de Jalaun quan es va sotmetre el 1806, però aquest la va bescanviar immediatament per altres territoris més a l'oest i Kalpi i Kunch van quedar dins el districte de domini directe britànic del Bundelkhand. Del 1818 al 1824 fou residència de l'agent polític del Bundelkhand. Quan el Bundelkhand va ser dividit en dues parts, Kalpi fou capital de la divisió del Nord o Bundelkhand Septentrional, després districte d'Hamirpur (la capital es va traslladar a Hamirpur (Uttar Pradesh)).
Durant el motí del 1857 els britànics van obtenir una notable victòria a Kalpi el 23 de maig de 1858, quan Sir Hugh Rose va derrotar a una força de dotze mil rebels dirigits per la rani de Jhansi, el Rao Sahib i el nawab de Banda, que fou decisiva per acabar amb la revolta al Bundelkhand.
La municipalitat es va formar el 1868.

## Arqueologia
A l'oest de la ciutat hi ha nombroses tombes antigues destacant l'anomenada Chaurasi Gumbaz (Vuitanta-quatra bovedes); la fortalesa es troba a la proximitat del riu del que només en queda un edifici suposadament el lloc on els marathes guardaven el tresor. Altres llocs interessants són la torre Lanka i un lloc prehistòric datat de 4500 anys enrere (2500 aC)